# Claës König
Claës Henrik Magnus König (Estocolmo, 15 de janeiro de 1885 - 25 de novembro de 1961) foi um ginete, campeão olímpico. 

## Carreira
Claës König representou seu país nos Jogos Olímpicos de Verão de 1920 e 1924, na qual conquistou a medalha de ouro nos saltos por equipes em 1920. 